# Melbourne International Comedy Festival
Le Melbourne International Comedy Festival (MICF) est l'un des plus grands festivals internationaux entièrement dédiés à l'humour dans le monde et l'un des trois plus grand festivals d'humour internationaux dans le monde, derrière le Fringe Festival d'Édimbourg et devant celui de Montréal, Juste pour rire,. 
Créé en 1987, il a lieu chaque année à Melbourne pendant quatre semaines, généralement en mars et avril. L'hôtel de ville de Melbourne (en) sert de point central au festival depuis le début des années 1990, mais des spectacles ont lieu dans de nombreux lieux de la ville.
Le MICF accueille des centaines d'artistes locaux et internationaux. En 2018, le festival a compté plus de 550 spectacles, 6700 représentations (dont plus de 160 gratuites) de 3500 artistes. Le Gala télévisé est l'un des événements phares du festival. Parmi les autres événements populaires, citons The Great Debate, un débat humoristique télévisé, le show d'ouverture de la soirée et Upfront, une soirée de performances mettant en vedette exclusivement des comédiennes.
Le Festival produit également trois programmes de développement phares : Raw Comedy (en), le plus grand concours de micro ouvert d'Australie ; Class Clowns (en), un concours national d'humour pour les élèves du secondaire, et Deadly Funny, un concours qui célèbre l'humour unique des Australiens autochtones. Le Festival organise également une tournée itinérante nationale, présentant les moments forts du festival dans les villes régionales d'Australie.

## Histoire
Le festival est créé en 1987 lors d'une conférence de presse organisée par Barry Humphries (dans le personnage de Sir Les Patterson ) et Peter Cook. Selon le cofondateur du festival, John Pinder, l'idée d'organiser un festival international d'humour est née au début des années 1980. En 1986, Pinder persuade la Victorian Tourism Commission de financer un voyage à l'étranger afin de visiter d'autres festivals internationaux d'humour et d'étudier la possibilité d'en organiser un à Melbourne. Pinder rédige un rapport pour le gouvernement de l'État, qui est accepté. L'année suivante, le premier Melbourne International Comedy Festival est lancé.
Traditionnellement, le festival débutait aux alentours du poisson d'avril (1er avril), mais il commence généralement maintenant à la mi-mars et dure environ quatre semaines. La première année, en 1987, il comportait 56 spectacles distincts, dont des performances des Doug Anthony All Stars (en), Wogs Out of Work (en), Gerry Connolly (en), Los Trios Ringbarkus (en) et Rod Quantock (en). En 1999, il présente déjà plus de 120 spectacles et accueille quelque 350 000 personnes chaque année. En 2010, il accueille 369 spectacles et 4 947 représentations locaux et internationaux, y compris des artistes des États-Unis, du Canada, du Royaume-Uni, d'Irlande et de Chine. Il enregistre une fréquentation de plus de 508 000 personnes et son chiffre d'affaires le plus élevé jamais enregistré de 10,9 millions de dollars australiens, ce qui en fait le plus grand événement culturel d'Australie. Les activités sont à l'origine centrées autour des théâtres Universal et Athenaeum, mais au début des années 1990, le MICF se déplace vers l'hôtel de ville (en) récemment rénové, qui est resté le centre du festival. Peu après, il s'étend pour inclure également un programme produit indépendamment à l'hôtel de ville. En 2007, pour la première fois, le festival occupe aussi le Victorian Trades Hall (en), dans le quartier de Carlton.
Bien qu'il accueille principalement des spectacles de stand-up et de cabaret, le festival a également inclus des sketches, des pièces de théâtre, du théâtre d'improvisation, des débats, des spectacles musicaux et des expositions d'art,. Il existe aussi une tradition d'expérimentation, tels que les tournées Bus de Rod Quantock et les Storming Mount Albert By Tram, qui utilisent respectivement des bus et des tramways comme théâtres mobiles dans lesquels les membres du public sont des passagers.
En 2006, l'ouverture du festival est retardée en raison du Festival Melbourne qui a eu lieu dans le cadre des Jeux du Commonwealth de 2006 à Melbourne.
Après la fin du festival à Melbourne, divers comédiens locaux et internationaux se joignent au MICF Roadshow, qui tourne plusieurs mois en Australie et en 2010 à Singapour.
Le vendredi 13 mars 2020, les organisateurs du festival annoncent que le festival 2020 est annulé dans son intégralité en raison des préoccupations entourant le COVID-19 et de l'extension des restrictions visant à endiguer la propagation de la pandémie en Australie.

## Avis sur le festival
Le comique australien Peter Helliar (en) estime que se produire à Melbourne est plus amusant pour les comédiens parce qu'il y a moins de pression qu'à Édimbourg, où la concurrence est plus grande pour retenir l'attention du public. Le journaliste britannique Simon Fanshawe (en) décrit Melbourne comme « le festival où les comédiens vont jouer... le plus détendu, le moins fébrile et probablement le plus convivial de tous les festivals ».
Lorin Clarke, écrivaine et directrice de théâtre comique basée à Melbourne, soutient que les spectacles autoproduits par des comédiens australiens ont beaucoup de mal à rivaliser avec ceux des comédiens internationaux produits par le Melbourne International Comedy Festival. Clarke soutient que ce conflit d'intérêts étouffe la créativité.
Le festival vise à soutenir les artistes locaux et dispose d'un processus d'approbation et de frais d'inscription plus élevés pour les artistes non australiens ou néo-zélandais.

## Événements spéciaux
Plus de 200 spectacles nocturnes se déroulent pendant le festival ainsi qu'un certain nombre d'événements spéciaux uniques. Le plus connu d'entre eux est le gala du festival, qui présente des extraits des spectacles des comédiens têtes d'affiches et de ceux primés cette année-là. Il est connu comme l'événement phare du festival et se vend généralement des mois à l'avance. Il est généralement présenté par des comédiens populaires voire de renommée mondiale tels que Arj Barker, Eddie Ifft, Adam Hills, Russell Kane, Stephen K Amos, Mike Wilmot et Rich Hall. Le Gala est filmé et diffusé à une date ultérieure pendant le festival. Depuis 1995, le Gala est un événement caritatif, tous les profits de la performance live et de la projection allant à Oxfam Australie.
Le Grand Débat est un événement annuel depuis 1989 qui met en scène deux équipes de comédiens qui s'affrontent amicalement dans la structure d'un débat formel sur des sujets humoristiques tels que « Le rire est meilleur que le sexe », « Jouir en premier est tout ce qui compte » et « La nourriture est meilleure que le sexe ». L'équipe gagnante est choisie par les applaudissements du public,. Depuis 1994, le festival a produit Upfront, une soirée mettant en vedette exclusivement des femmes comédiennes.

## Récompenses
- Chaque année, le MICF se termine à Melbourne en récompensant les spectacles et les artistes les plus remarquables avec une série de prix. Le prix du spectacle le plus remarquable du festival s'appelait le Barry Award jusqu'au festival 2019, du nom de Barry Humphries. Cependant, en raison de ses commentaires sur les personnes transgenres, le nom de Humphries est retiré du prix et il est renommé le Melbourne International Comedy Festival Award[21].
- Le prix Piece of Wood est le prix du choix des comédiens depuis 1998.
- Le prix du meilleur nouveau venu est décerné au meilleur artiste pour la première fois du festival dans le cadre de son programme de talents émergents. Le gagnant reçoit un voyage au festival d'humour de Brighton au Royaume-Uni[22].
- Le Golden Gibbo, nommé en l'honneur de la comédienne australienne Lynda Gibson, célèbre un spectacle local et indépendant qui bouscule les tendances et présente un projet artistique plutôt que commercial[23].
- Le choix des réalisateurs est présenté depuis 2005 et récompense un spectacle exceptionnel qui a raté tout autre prix. Il est décerné par le directeur du MICF, en consultation avec d'autres directeurs de festival invités[23].
- The Funny Tonne est décerné au participant qui voit le plus de spectacles tout au long du festival chaque année[24].
- Le prix des critiques du journal Age est décerné au meilleur spectacle local sélectionné par les critiques du journal de Melbourne entre 2001 et 2010[25].

## Publicité
De 1988 à 2018, le dessinateur Michael Leunig conçoit les œuvres d'art pour le programme du festival et d'autres matériaux tels que des affiches publicitaires. En 2019, Leunig est remplacé par Judy Horacek à la suite de ses récents travaux controversés contre les vaccins et le mariage pour les couples homosexuels.

## Voir également
- Edinburgh Festival Fringe
- Juste pour rire